# الجميع يكره هوغو
"الجميع يكره هوغو" (بالإنجليزية: Everybody Hates Hugo) هي الحلقة الرابعة من الموسم الثاني من المسلسل التلفزيوني الدرامي الأمريكي لوست، والحلقة التاسعة والعشرون من السلسلة بشكل عام.  الحلقة كتبها كل من إدوارد كيتسيس وآدم هورويتز وأخرجها آلان تايلور.  تم بث الحلقة لأول مرة في الولايات المتحدة في 12 أكتوبر 2005 على قناة ABC.
في هذه الحلقة، تكشف الفلاشباك سبب تردد هيرلي في قبول مهمته الجديدة المتمثلة في توزيع الطعام الموجود في محطة "ذا سوان" المكتشفة حديثًا.  في هذه الأثناء، يشعر بعض الناجين بالقلق من أن الطوف الذي ذهب بحثاً عم الإنقاذ ربما لم يصل إلى الحد الذي كانوا يأملونه.  يستكشف جاك وسعيد الفتحة، بينما يكتشف سوير وجين ومايكل أن خاطفيهم هم ناجون آخرون كانو بالقسم الخلفي للطائرة.

## الحبكة

### الفلاشباك
بعد أن اكتشف هوغو "هيرلي" رييس (خورخي غارسيا) أن أرقام اليانصيب الذي اختارها قد فازت، يتكتم هيرلي ويبقي أمر فوزه سراً، ويترك وظيفته في مطعم للوجبات السريعة ويتبعه صديقه جوني (دي جاي كوالز).  يستمتع الثنائي بوقتهما، وذلك من خلال إجراء مقلب على مديرهم السابق، والذهاب إلى متجر للتسجيلات والأغاني، حيث يسأل هيرلي معجبته ستارلا (مارغريت مورو) للخروج في موعد. يطلب هيرلي من جوني أن يعده بأنهم لن يتغيروا أبدًا، وبالفعل يعده جوني بذلك.  يتوقف جوني عند محطة وقود محلية لشراء بعض البيرة، لكنه يلاحظ أن الصحفيين يتحدثون إلى مضيف.  عندما يشير الموظف بصوت عالٍ إلى هيرلي باعتباره مشتري تذكرة اليانصيب الفائزة، تعبير جوني المصدوم يظهر بوضوح أن كل شيء قد تغير على الرغم من وعده.

### على الجزيرة
في محطة سوان، يعاني هيرلي من مهمة تقنين وتخزين الطعام.  تشارلي بيس (دومينيك موناغان) يسأل هيرلي إذا كان المخزن يحتوي على طعام، وبالتحديد زبدة الفول السوداني لكلير ليتلتون (إميلي دي رافين)، لكن هيرلي لا يجيب.  يقرر هيرلي الاستعانة بـ روز هندرسون-نادلر (إل. سكوت كالدويل) لمساعدته في إدارة المخزون.  في مرحلة ما، رأى هيرلي حلمًا غريبًا، حيث أخبر جين سو كوون (دانيال داي كيم) هيرلي، باللغة الإنجليزية، أن "كل شيء سوف يتغير" ويجد نفسه يتكلم اللغة الكورية.  يصبح هيرلي أقل إيماناً بقدرته على تقنين الطعام بطريقة تجعل الجميع سعداء.  يحاول الاستقالة، لكن جون لوك (تيري أوكوين) يرفض السماح بذلك.  يستعد هيرلي بعد ذلك لتفجير المخزن بالديناميت، لكن روز تتدخل وتمنعه.  ويوضح أن الطعام، والثروة المكتشفة حديثًا للناجين، ستغير كل شيء وستجعل الجميع يكرهه، تمامًا كما تغيرت الأمور عندما علم الجميع أنه فاز باليانصيب؛  لكن روز تحدثت معه واقنعته بتغيير رأيه.  لاحقًا، أبلغ هيرلي جاك شيبارد (ماثيو فوكس) بقراره بالتبرع بكل الطعام، بحجة أن مخزون الطعام لا يصل إلى حد كبير عند تقسيمه على جميع الناجين.  يتم توزيع الطعام بحرية ويستمتع الناجون بالوليمة.  الجميع يقدر قرار هيرلي، بما في ذلك تشارلي، الذي يمنحه عناقًا للمصالحة.
يعلم جيمس "سوير" فورد (جوش هولواي)، ومايكل داوسون (هارولد بيرينو) وجين أن آسريهم هم بالأصل ناجون من الجزء الخلفي من أوشيانيك 815 ويصطحبوهم إلى محطة من محطات مبادرة دارما، والتي يستخدمونها كملاذ آمن.  تقول امرأة تدعى ليبي (سينثيا واتروس) إنه كان هناك 23 ناجِ من الجزء الخلفي من الطائرة، ولكن يتبين أنه بقي عدد قليل جدًا منهم.
في هذه الأثناء، تصل زجاجة الرسائل من الطوف، الذي كان يسافر عليه مايكل، وسوير، وجين، ووالت لويد، إلى الشاطئ. كلير وشانون رذرفورد (ماجي غريس) سلمتاها إلى زوجة جين، صن هوا كوون (يونجين كيم)، واختارت الأخيرة دفن الزجاجة على الشاطئ.  في الفتحة، يتفقد جاك وسعيد جراح (نافين أندروز) الحاجز الخرساني الغامض الذي يسد ما يبدو أنه ممر إلى قسم آخر من المخبأ.  اكتشفوا أن الحاجز سميك جدًا وأن الممر مسدود أيضًا على مستوى الأساس.  لاحقًا، يتشارك جاك وكيت أوستن (إيفانجلين ليلي) لحظة من التوتر الجنسي عندما تخرج من الاستحمام وهي ترتدي منشفة فقط.

## الإنتاج

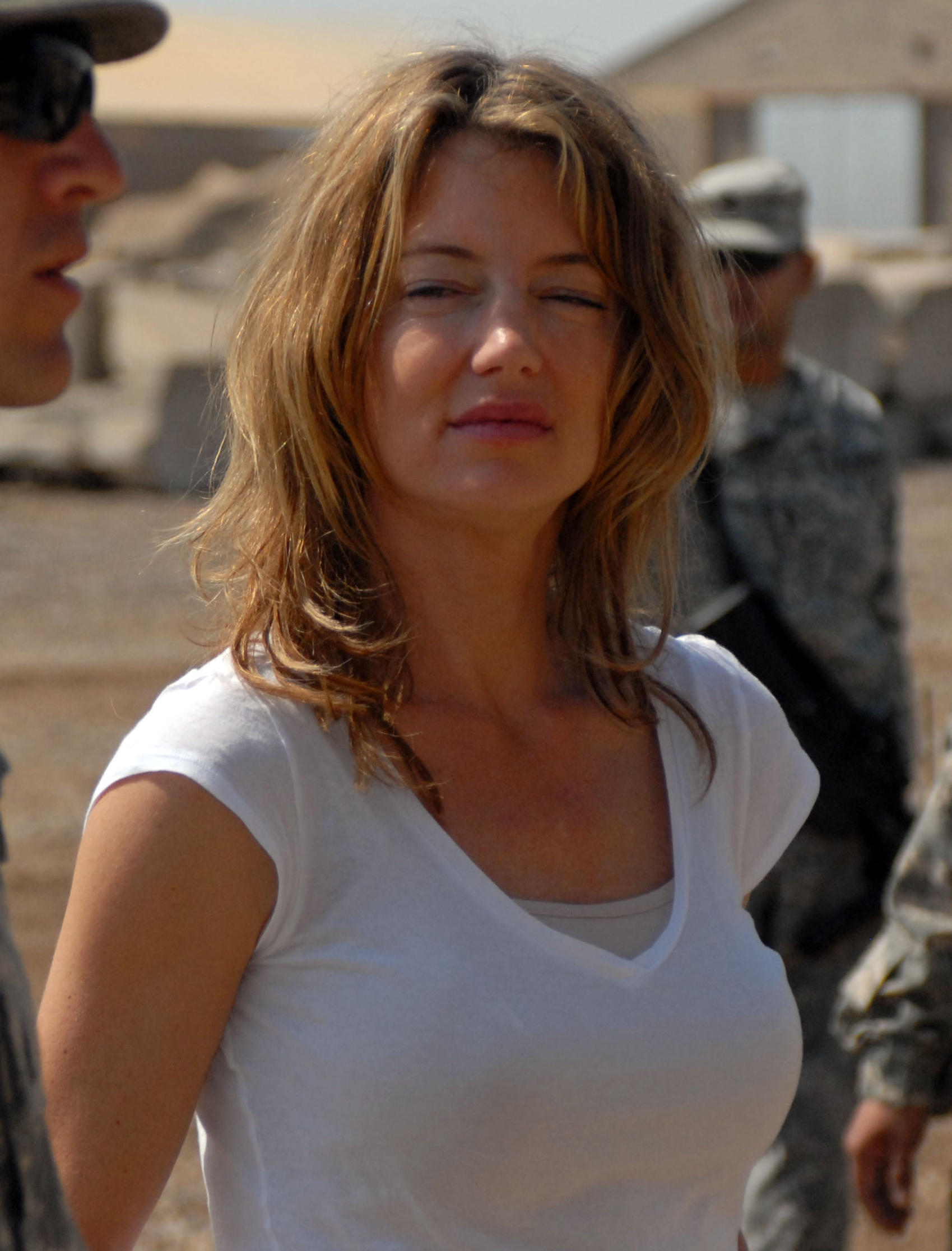
لم تكن سينثيا واتروس تعتقد أنها سيتم إختيارها لدور ليبي.

"الجميع يكره هوغو" كانت الحلقة الوحيدة في المسلسل التي أخرجها آلان تايلور.  كان تايلور قد أخرج سابقًا حلقات من كل من مسلسل آل سوبرانو ومسلسل الجنس والمدينة.  الحلقة كتبها إدوارد كيتسيس وآدم هورويتز، وقد كتب الثنائي سابقًا حلقة "ولدت لتهرب".
تم تقديم شخصية ليبي، التي قامت سينثيا واتروس بتجسيدها، في هذه الحلقة. في البداية، كان من المفترض أن تكون ليبي في أواخر الأربعينات أو أوائل الخمسينات. تم التواصل مع جينيفر جيسون لي للعب هذا الدور، ولكن الدور ذهب بالنهاية إلى واتروس. عندما أجرت واتروس الاختبار لدور ليبي، لم تكن تعتقد أنها ستحصل على الدور. وبمجرد أن حصلت عليه، انتقلت واتروس وابنتاها التوأم فوراً من لوس أنجلوس إلى هاواي. تم تقديم أيضا شخصية برنارد في هذه الحلقة. نظرًا لأن روز سوداء البشرة، اعتقد المنتجون أن الجمهور سيتوقع أن يكون زوج روز أسوداً أيضًا، وقرروا أن يجعلوا برنارد أبيضاً ليفاجئوا الجمهور. كانوا يتوقعون أن يفترض الجمهور أن مستر إيكو (أديوالي أكينوي-أغباجي) هو برنارد، بما إنه الرجل الأسود الوحيد من الناجين من القسم الخلفي. لم تكن إل. سكوت كالدويل، الممثلة التي جسدت دور روز، على دراية بخططهم وكانت تتصوّر زوج شخصيتها، بإنه رجل أسود طويل أثناء التصوير، عندما اكتشفت أن برنارد أبيض، شعرت بالدهشة ولكن ليس بالصدمة.
كانت هذه المرة الأولى التي تم فيها وضع إسم راج ك. بوس، الذي أدى دور موظف المتجر، بقائمة المشتركين بالعمل. كان بوس ممثل كومبارس في المسلسل، حيث آدى دور ناجٍ من الحادث ودور مضيف طيران. تم اختيار بوس في البداية لأداء دور سانجاي في حلقة الموسم الأول التي تحمل عنوان "ولدت لتهرب"، ولكنه اضطر إلى التخلي عن الدور بعد أن كان عليه تدريس فصل تسويق في جامعة فينيكس. طلبت وكيلة التمثيل مارغريت دوفيرسولا لاحقًا من بوس أن يخضع لاختبار لدور موظف المتجر، وتم بالفعل اختياره للدور.
لمشهد الفلاشباك في محطة الوقود، استأجر الطاقم متجر 7-11 ليوم واحد. عندما قاد هيرلي إلى داخل المحطة، تم دفع الشاحنة بدلاً من قيادتها للتخلص من أي ضوضاء ناتجة عن الشاحنة. ومع ذلك، في كل مرة يتم فيها دفع الشاحنة، كانت تتعطل أو يكون التوقيت غير منضبط. بمجرد حل تلك المشكلة، بدأت الأمطار في الهطول، ولكن في النهاية توقفت وكان بإمكان الطاقم الحصول على المشاهد قبل انتهاء التصوير منتصف الليل. تم تصوير مشهد حلم هيرلي في استوديو السينما في هاواي، حيث تم بناء الفتحة.

## الإستقبال
وفقًا لنظام تصنيف نيلسن، شاهد حوالي 21.7 مليون متفرج حلقة "الجميع يكره هوغو". حققت الحلقة تقييمًا قدره 9.4/22 في الفئة الرئيسية للأعمار 18-49، مما يعني أن 9.4% من جميع الأشخاص الذين تتراوح أعمارهم بين 18 و 49 عامًا شاهدوا الحلقة، إلى جانب 22% من جميع الأشخاص في نفس الفئة العمرية الذين كانوا يشاهدون التلفزيون في وقت البث. كانت "الجميع يكره هوغو" الحلقة الأكثر مشاهدة في الليلة للأسبوع الرابع على التوالي، وكانت الحلقة الثانية الأكثر مشاهدة في تلك الأسبوع. كما أدت بشكل أفضل من الحلقة السابقة بالنسبة للفئة العمرية 18-49، وحققت ثاني أعلى تصنيف لها بين المراهقين الذين تتراوح أعمارهم بين 12 و17 عامًا.
قال ماك سلوكوم من Film Fodder إنه سعيد بأن العرض "تباطأ هذا الأسبوع إلى محتوى أكثر معقولية بكثير". كان يعتقد أن إيجابية التباطؤ كانت "العودة إلى الشخصيات"، واعتبر أنه لا يوجد مؤدي شخصيات مثل هيرلي. كتب كيث ماكدافي من TV Squad أنه على الرغم من أنه سمع "أن هذه الحلقة ستكون في الغالب ملء الفراغ"، إلا أنه لا يعتقد "أن هذا صحيح". أعجبه حقيقة أن هناك مزيدًا من الكشف عن خلفية هيرلي، واستمتع بـ "الكشف الرائع عن الجزء الآخر من ناجين الطائرة أوشيانيك 815". قيم موقع TelevisionWithoutPity.com الحلقة بـ "B-".

## روابط خارجية
- "الجميع يكره هوغو" على قناة ABC
- «الجميع يكره هوغو» على قاعدة بيانات الأفلام على الإنترنت </img>